# 河野俊嗣
河野俊嗣（1964年9月8日—）是一位日本的政治人物，畢業於東京大學法學部。現任宮崎縣知事。

## 經歷
出生於廣島縣吳市，東京大學法學部畢業（主攻憲法、國際法）。1988年進入自治省（現總務省）工作，曾任職宮城縣廳、愛知縣春日井市企劃調整部長、埼玉縣社區總體營造支援課長及財政課長，也在總務省擔任自治財政局地方債課理事官、税務企劃官，此段期間曾留學哈佛大學。
2006年4月，就任宮崎縣廳總務部長。2007年2月，擔任宮崎縣副知事。2010年9月，時任宮崎縣知事東國原英夫宣布不再競選連任，同年10月13日出馬參選宮崎縣知事，並於同年12月26日順利當選。2011年1月21日，正式就任宮崎縣知事。2014年12月21日，再度當選知事。2018年12月23日，三度當選知事。

## 外部連結
- 河野しゅんじオフィシャルサイト （页面存档备份，存于） （日語）
- 河野俊嗣的X（前Twitter）
- 河野 俊嗣的Facebook專頁